# Lista över Tamar Braxtons inspelningar

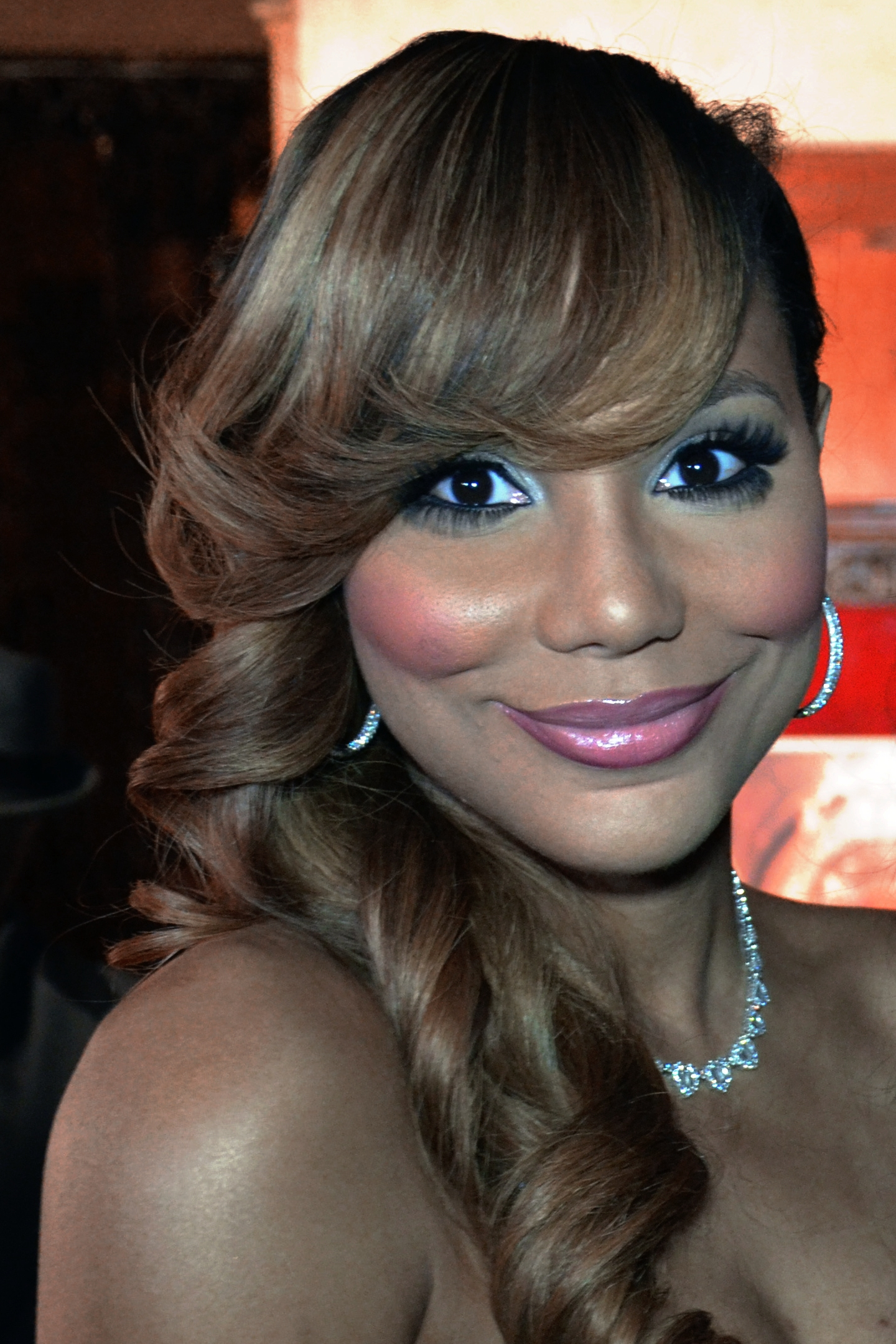
Braxton vid Eye on Black: Salute to Directors 2012.

Sedan karriärstarten 1989 har R&B-sångaren Tamar Braxton spelat in en mängd låtmaterial. Ofta har artistens arbete sinkats av skivbolagsproblem vilket resulterat i endast två utgivna studioalbum som gavs ut tretton år emellan varandra. Braxton fick sitt inträde i musikbranschen som en av medlemmarna i 1980-talsgruppen The Braxtons. Gruppen splittrades kort efter utgivningen av debuten So Many Ways (1996) som presterade måttligt. Under slutet av 1990-talet påbörjade hon sitt arbete på ett debutalbum.
Hon skrev på för Jehryl Busbys DreamWorks Records. Till en början namngavs skivan Ridiculous och planerades för utgivning 1999. Av olika anledningar byttes mycket av innehållet ut och Braxton spelade in flera nya låtar till Tamar som släpptes ett år senare. Projektet framhävde två musiksinglar, "Get None" och "If You Don't Wanna Love Me", innan sångaren tvingades lämna sitt skivbolag på grund av låg albumförsäljning. Några år senare skrev hon på för Tommy Mottolas Casablanca Records och spelade in musik till en uppföljare. "I'm Leaving" gavs ut som en marknadsföringssingel på vinyl. Den inspelade musiken gavs aldrig ut av Casablanca och Braxton lämnade bolaget.
Under följande år hade hon ytterligare tre skivkontrakt och fortsatte att spela in låtar som alla blev outgivna. Flera av dem registrerades av BMI som exempelvis "Be Good to Me", "Look at What You Did" och "Everything You Need".  Efter att ha uppmärksammats i reality-TV skrev Braxton på för Epic Records och släppte sitt kraftigt försenade andra studioalbum med titeln Love and War (2013). Skivan innehöll 14 spår, däribland musiksinglarna "Love and War", "The One", "All the Way Home" och "Hot Sugar". Braxtons första julalbum är planerat för utgivning i oktober 2013.

## Utgivet material

### A
| Låttitel           | Låtskrivare                                                                                       | Album        | År   | Notering |
| ------------------ | ------------------------------------------------------------------------------------------------- | ------------ | ---- | -------- |
| "All the Way Home" | Harvey Mason Jr., Damon Thomas, Michael Daley, Amber "Sevyn" Streeter, Steven "Lil Steve" Russell | Love and War | 2013 |          |

### B
| Låttitel      | Låtskrivare               | Album        | År   | Notering                                      |
| ------------- | ------------------------- | ------------ | ---- | --------------------------------------------- |
| "Black Tears" | Tamar Braxton, TC, D'Mile | Love and War | 2013 | Bonusspår på utgåvan som såldes vid Best Buy. |

### C
| Låttitel         | Låtskrivare                      | Album | År   | Notering                                     |
| ---------------- | -------------------------------- | ----- | ---- | -------------------------------------------- |
| "Can't Nobody"   | Tricky Stewart, Kevin "KD" Davis | Tamar | 2000 |                                              |
| "Count the Ways" | i.u.                             | Tamar | 2000 | Bonusspår på den japanska utgåvan av skivan. |

### G
| Låttitel   | Låtskrivare                                                                    | Album | År   | Notering |
| ---------- | ------------------------------------------------------------------------------ | ----- | ---- | -------- |
| "Get Mine" | Christopher A. Stewart, Tab, Tamar Braxton                                     | Tamar | 2000 |          |
| "Get None" | Jermaine Dupri, Bryan-Michael Cox, Tamara Savage, Mýa Harrison, Amil Whitehead | Tamar | 2000 |          |

### I
| Låttitel                     | Låtskrivare                           | Album           | År   | Notering                                                                                               |
| ---------------------------- | ------------------------------------- | --------------- | ---- | --- |
| "If You Don't Wanna Love Me" | Christopher A. Stewart, LaTocha Scott | Tamar           | 2000 | |
| "I'm Leaving"                | Cory Rooney, Greg Bruno               | i.u.            | 2004 | Ovanlig 12"-vinyl utgiven under Casablanca Records. A-sidan gästas av Bump J och B-sidan av Ali Vegas. |
| "I'm Over You"               | Christopher A. Stewart, Tamar Braxton | Tamar           | 2000 | |
| "It's Time"                  | i.u.                                  | Tamar: Just Cuz | 1999 | Överbliven låt från albumet Tamar (2000) utgiven 1999 på marknadsförings-EP:n Tamar: Just Cuz.         |

### J
| Låttitel   | Låtskrivare | Album           | År   | Notering                                                                                      |
| ---------- | ----------- | --------------- | ---- | --------------------------------------------------------------------------------------------- |
| "Just Cuz" | i.u.        | Tamar: Just Cuz | 1999 | Överbliven låt från albumet Tamar (2000) utgiven 1999 på marknadsförings-EP:n med samma namn. |

### L
| Låttitel       | Låtskrivare                                          | Album           | År   | Notering                                                                                       |
| -------------- | ---------------------------------------------------- | --------------- | ---- | ---------------------------------------------------------------------------------------------- |
| "Love and War" | Braxton, Darhyl Camper, Jr., Daniels, Makeba Riddick | Love and War    | 2013 |                                                                                                |
| "Let Him Go"   | i.u.                                                 | Tamar: Just Cuz | 1999 | Överbliven låt från albumet Tamar (2000) utgiven 1999 på marknadsförings-EP:n Tamar: Just Cuz. |

### M
| Låttitel                   | Låtskrivare                                      | Album | År   | Notering |
| -------------------------- | ------------------------------------------------ | ----- | ---- | -------- |
| "Money Can't Buy You Love" | Darrell "Delite" Allamby, Lincoln "Link" Browder | Tamar | 2000 |          |
| "Miss Your Kiss"           | Tim Kelley, Bob Robinson                         | Tamar | 2000 |          |

### N
| Låttitel        | Låtskrivare     | Album | År   | Notering |
| --------------- | --------------- | ----- | ---- | -------- |
| "No Disrespect" | Melissa Elliott | Tamar | 2000 |          |

### O
| Låttitel         | Låtskrivare                                         | Album        | År   | Notering |
| ---------------- | --------------------------------------------------- | ------------ | ---- | -------- |
| "Once Again"     | Darrell "Delite" Allamby                            | Tamar        | 2000 |          |
| "One On One Fun" | Braxton, Daniels, Angela Hunte, Thomas Wesley Pentz | Love and War | 2013 |          |

### P
| Låttitel | Låtskrivare | Album        | År   | Notering |
| -------- | --- | ------------ | ---- | -------- |
| "Pieces" | Bryan-Michael Paul Cox, Kendrick A.J. Dean, Streeter, Anthony Franks, Brandon Sewell, Ashley Rose Collier, Michael "M. Bass" Elemba, Jasper Murray, Delante Murphy, Quentin Deberry | Love and War | 2013 |          |

### R
| Låttitel     | Låtskrivare                             | Album      | År   | Notering |
| ------------ | --------------------------------------- | ---------- | ---- | --- |
| "Respect Me" | Bob Robinson, Missy Elliott, Tim Kelley | Ridiculous | 1999 | Överbliven låt från albumet Tamar (2000) utgiven 1999 på marknadsföringsexemplar av albumet under titeln Ridiculous. |

### S
| Låttitel         | Låtskrivare                                                            | Album        | År   | Notering |
| ---------------- | ---------------------------------------------------------------------- | ------------ | ---- | -------- |
| "She Did That"   | Marcos Palacios, Makeba Riddick, LaShawn Daniels, Mike "Handz" Daniels | Love and War | 2013 |          |
| "Stay and Fight" | Christopher Stewart, Lindsay Gilbert, Sergio Van Gonter                | Love and War | 2013 |          |
| "Sound of Love"  | Braxton, Ricardo Lamarre, Tiyon "TC" Mack                              | Love and War | 2013 |          |

### T
| Låttitel               | Låtskrivare | Album               | År   | Notering |
| ---------------------- | --- | ------------------- | ---- | -------- |
| "Thank You Lord"       | Tramaine Winfrey, Mack | Love and War        | 2013 |          |
| "The Heart In Me"      | i.u. | Adidas 2: The Music | 2010 |          |
| "The One"              | Tamar Braxton, Christian Ward, Shaunice Lasha Jones, LaShawn Daniels, James Mtume, Sean Combs, Jean-Claude Oliver, Christopher Wallace, Kevin Erondu | Love and War        | 2013 |          |
| "The Way It Should Be" | Braxton, Ricardo Lamarre, Tiyon "TC" Mack | Tamar               | 2000 |          |

### W
| Låttitel         | Låtskrivare                                                              | Album        | År   | Notering |
| ---------------- | ------------------------------------------------------------------------ | ------------ | ---- | -------- |
| "Where It Hurts" | Braxton, Cox, Daniels, Patrick "j.Que" Smith, Kenneth "Babyface" Edmonds | Love and War | 2013 |          |
| "White Candle"   | Braxton, Mack, Eric Mobley, Ursula Yancy                                 | Love and War | 2013 |          |
| "Words"          | Tim Kelley, Bob Robinson                                                 | Tamar        | 2000 |          |

### Y
| Låttitel         | Låtskrivare              | Album | År   | Notering |
| ---------------- | ------------------------ | ----- | ---- | -------- |
| "You Don't Know" | Tim Kelley, Bob Robinson | Tamar | 2000 |          |
| "Your Room"      | Tim Kelley, Bob Robinson | Tamar | 2000 |          |

## Outgivet material
| Låttitel               | Låtskrivare                                                           | Notering | Läckt |
| ---------------------- | --------------------------------------------------------------------- | --- | ----- |
| "Back In My Life"      | Tamar Braxton, Rooney Mark                                            | | Nej   |
| "Be Good to Me"        | Tamar Braxton, Ronald Bowser, Gregory Bruno, Mark Rooney              | | Nej   |
| "Can I Walk By"        | Tamar Braxton, Tameka D. Cottle, Lee F. Dixon, Anton Phalon Alexander | | Nej   |
| "Everything You Need"  | Tamar Braxton, Gregory Bruno, Mark Rooney                             | | Nej   |
| "Finally"              | Tamar Braxton                                                         | Inspirationen bakom "Finally" kom från Braxtons make Vincent Herbert. Låten, som beskrevs som en "slow jam", spelades in till sångarens andra studioalbum Love and War (2013) men inkluderades aldrig på skivans innehållsförteckning. | Nej   |
| "Get Your Life"        | i.u.                                                                  | Överbliven låt från Braxtons andra studioalbum Love and War (2013). | Ja    |
| "Let You Go"           | Tamar Braxton, Shantal Rooney, Gregory Bruno, Mark Rooney             | | Nej   |
| "Look At What You Did" | Tamar Braxton, Shantal Rooney, Gregory Bruno, Mark Rooney             | | Nej   |
| "Watching Me"          | i.u.                                                                  | Braxton framförde låten live vid en förhansspelning av albumet 2012. Låten inkluderades aldrig på innehållsförteckningen på Love and War.                                                                                              | Ja    |